# Badminton bei den Juegos Deportivos Nacionales de Colombia
Badminton stand bei den Juegos Deportivos Nacionales de Colombia erstmals bei der 20. Auflage 2015 im Programm der Spiele.

## Austragungsorte
| Jahr | Nr.  | Austragungszeitraum Badmintonwettbewerbe | Ort       | Land      |
| ---- | ---- | ---------------------------------------- | --------- | --------- |
| 2015 | XX   | 15. bis 17. November 2015                | Melgar    | Kolumbien |
| 2019 | XXI  | 18. bis 19. November 2019                | Cartagena | Kolumbien |
| 2023 | XXII | 11. bis 15. November 2023                | Armenia   | Kolumbien |

## Die Titelträger
| Saison | Herreneinzel                      | Dameneinzel                   | Herrendoppel                                           | Damendoppel                                           | Mixed                                                          |
| ------ | --------------------------------- | ----------------------------- | ------------------------------------------------------ | ----------------------------------------------------- | -------------------------------------------------------------- |
| 2015   | Mateo Barrientos Arroyave         | Natalia Romero Martinez       | Fabian Andres Ardila Pabon Sergio Armando Rincon Ochoa | Natalia Romero Martinez Margi Tatiana Ordoñez Cabrera | Hugo Smith Andrade Moncayo Natalia Romero Martinez             |
| 2019   | Yamid Fabricio Gironza Montenegro | Juliana Giraldo Andrade       | Fabian Andres Ardila Pabon Sergio Armando Rincon Ochoa | Juliana Giraldo Andrade Karen Patiño Marin            | Yamid Fabricio Gironza Montenegro Darcy Dayanna Andrade Burgos |
| 2023   | Dainne Marulanda Cano             | Maria Yulieth Perez Tangarife | Jhon Fernando Berdugo Palacio Dainne Marulanda Cano    | Manuela Restrepo Franco Sara Julieth Avila Tirado     | Miguel Angel Quirama Tuberquia Manuela Restrepo Franco         |